# Pressure (Jeezy)
Pressure è l'ottavo album del rapper statunitense Jeezy, pubblicato dalla Def Jam nel 2017. L'album presenta diversi ospiti di rilievo: Kendrick Lamar, J. Cole, Puff Daddy, Rick Ross Kodak Black, YG e 2 Chainz.
Su Metacritic ottiene un punteggio di 70/100.
| Recensione   | Giudizio |
| ------------ | -------- |
| AllMusic     | [ 1 ]    |
| HipHopDX     | [ 2 ]    |
| Pitchfork    | [ 2 ]    |
| The Guardian | [ 2 ]    |

## Tracce
1. Spyder – 3:21
2. Cold Summer (featuring Tee Grizzley) – 3:01
3. In a Major Way (featuring Payroll Giovanni) – 2:58
4. Floor Seats (featuring 2 Chainz) – 3:25
5. This Is It – 3:00
6. Bottles Up (featuring Puff Daddy) – 3:00
7. Valet Interlude – 1:57
8. Respect – 3:22
9. Pressure (featuring Kodak Black & YG) – 4:20
10. Like Them (featuring Tory Lanez & Rick Ross) – 3:50
11. The Life (featuring Wizkid & Trey Songz) – 4:50
12. American Dream (featuring J. Cole & Kendrick Lamar) – 4:09
13. Snow Season – 3:24

## Classifiche settimanali
| Classifica (2017)         | Posizione massima |
| ------------------------- | ----------------- |
| Canada                    | 84                |
| Stati Uniti               | 6                 |
| US Digital Albums         | 2                 |
| US Top R&B/Hip-Hop Albums | 3                 |
| US Top Rap Albums         | 3                 |